# Scelio calopterus
Scelio calopterus är en stekelart som beskrevs av Jean-Jacques Kieffer 1909. Scelio calopterus ingår i släktet Scelio och familjen Scelionidae. Inga underarter finns listade i Catalogue of Life.